# Can Trabal (l'Hospitalet de Llobregat)
Can Trabal és una masia protegida com a bé cultural d'interès local del municipi de l'Hospitalet de Llobregat (Barcelonès).

## Descripció
És una masia basilical de tres cossos, el central més alt que els laterals. Té teulada a una vessant en els cossos laterals i a dues en el cos central, amb el carener paral·lel a la façana. La masia, a la part central, consta de planta baixa, pis noble i golfes, i els laterals tenen planta baixa i pis. La porta principal és adovellada i les finestres tenen els muntants i llindes de pedra ben escairada. Les golfes tenen una galeria amb quatre arcs de mig punt. Al nivell del pis noble hi ha un rellotge de sol amb la data "1769" inscrita. L'interior de la planta es conserva bàsicament com d'origen, ressaltant l'embigat de fusta.